# ポインタライ
ポインタライ（モンゴル語：ᠪᠠᠶᠠᠨᠳᠠᠯᠠᠢ　Баян далай）は、中華民国の政治家。モンゴル族。蒙古自治運動の指導者の1人。中国語表記としては補英達賴のほか、博英達賚もある。

## 事跡

### 蒙古自治運動への参加
察哈爾省都統署調査委員、シリンゴル盟（錫林郭勒盟）ソニド右旗（蘇尼特右旗）札察克公署顧問、察哈爾省都統署諮議を歴任する。1922年（民国11年）、臨時参政院参政となった。翌年、陸海軍副司令行営少将参事、北京綏靖公署主任少将参議となる。1928年（民国17年）からは国民政府でシリンゴル盟駐張家口弁事処長となった。
1933年（民国22年）、デムチュクドンロブ（徳王）らの蒙古自治運動が起こると、ポインタライもこれに参加した。蒙古地方自治政務委員会が成立すると、高等顧問・保安処処長に任ぜられている。1936年（民国25年）、蒙古軍総司令部秘書長となった。翌年、蒙古軍政府弁公庁主任となる。
そして同年10月に蒙古聯盟自治政府が成立するとともに、ポインタライはバエンタラ（巴彦搭拉）盟盟長に任命された。1939年9月、晋北・察南の両自治政府の合流とともに政府が改組され、蒙古聯合自治政府（蒙疆聯合自治政府。1941年、蒙古自治邦に改称）が成立すると、ポインタライは最高法院院長となっている。1944年（民国33年）からは司法長官も兼任した。

### 内モンゴル人民共和国臨時政府
蒙古自治邦政府崩壊後の1945年（民国34年）9月、ポインタライはモンゴル青年党と連合して、民族独立を主張し始める。そして故郷のソニド右旗で内モンゴル人民共和国臨時政府を組織し、主席に就任した。
しかしまもなく、中国共産党から派遣されてきたウランフとポインタライとの間で政争が開始される。ウランフは、ポインタライが親日政府の一員であった点を巧みに突いて臨時政府内の団結を破壊し、さらに軍事的圧力を背景とすることで次第に支持を獲得していった。そして11月、臨時政府主席にウランフが就任すると張家口市遷都を利用し臨時政府は解散に追い込まれ、ウランフを主席とする内モンゴル自治運動連合会が結成されたのである。
ポインタライは主席を罷免された後、「土匪」「偽八路」に殺害されたが、現在モンゴル国に居住するポインタライの次男ロブスンドンドブの証言によれば、これは政治的暗殺であったという。